# Aaron Greene
Aaron Greene (Dublino, 2 gennaio 1990) è un calciatore irlandese, attaccante dello Shamrock Rovers.

## Palmarès

### Club

#### Competizioni nazionali
- Campionato irlandese: 3

Shamrock Rovers: 2020, 2021, 2022
- Coppa d'Irlanda: 4

Sligo Rovers: 2011, 2013
St Patrick's: 2014
Shamrock Rovers: 2019
- Coppa di Lega irlandese: 1

St Patrick's: 2015
- Supercoppa d'Irlanda: 1

Shamrock Rovers: 2022